# Tadeusz Dzido
Tadeusz Henryk Dzido – polski chemik, profesor nauk farmaceutycznych, wykładowca Uniwersytetu Medycznego w Lublinie.

## Życiorys
Ukończył chemię na Wydziale Chemii UMCS, a następnie podjął pracę na Wydziale Farmaceutycznym AM. Pracę doktorską Teoretyczne aspekty optymalizacji adsorpcyjnej wysokosprawnej chromatografii cieczowej obronił pod kierunkiem prof. Edwarda Soczewińskiego. Uzyskał stopień doktora habilitowanego na podstawie rozprawy Wpływ rodzaju modyfikatora na selektywność rozdzielenia w chromatografii cieczowej ze szczególnym uwzględnieniem układów z odwróconymi fazami. W 2003 objął kierownictwo Zakładu Chemii Fizycznej, utworzonego w wyniku reorganizacji dotychczasowej Katedry i Zakładu Chemii Nieorganicznej i Analitycznej.

## Działalność naukowa
Zainteresowania dotyczą głównie udoskonalania komór chromatograficznych do chromatografii cienkowarstwowej oraz elektrochromatografii. W 1990 opracował zmodyfikowaną komorę poziomą. Jest członkiem rady naukowej Medicofarma Biotech i Lubelskiego Towarzystwa Wspierania Nauk Farmaceutycznych. Współautor ponad 110 prac z listy filadelfijskiej o łącznym IF powyżej 220. Promotor 9 prac doktorskich.

## Odznaczenia
- Srebrny Krzyż Zasługi (2009)[8]